# Cotyzineus
Cotyzineus is een kevergeslacht uit de familie van de boktorren (Cerambycidae). De wetenschappelijke naam van het geslacht werd voor het eerst geldig gepubliceerd in 2007 door Martins & Galileo.

## Soorten
Cotyzineus is monotypisch en omvat slechts de volgende soort:
- Cotyzineus bruchi (Melzer, 1931)